# Rödvingad rall
Rödvingad rall (Aramides calopterus) är en fågel i familjen rallar inom ordningen tran- och rallfåglar.

## Utseende och läte
Rödvingad rall är en stor rall. Den liknar den vanligare arten gråhalsad rall, men är bjärt kanelbrun i nacken, medan undersidan är mestadels grå utan kastanjebrunt inslag. Typiska lätet är ett gnyende, fallande skri.

## Utbredning och systematik
Fågelns utbredningsområde sträcker sig från östra Ecuador till Loreto i nordöstra Peru, och västra Amazonområdet i Brasilien. Den behandlas som monotypisk, det vill säga att den inte delas in i några underarter.

## Levnadssätt
Rödvingad rall hittas i bergsbelägen regnskog, ofta intill rinnande vattendrag. Den är sällsynt och hittas lättast i avlägsna ostörda skogar.

## Status
Arten har ett stort utbredningsområde och internationella naturvårdsunionen IUCN kategoriserar arten som livskraftig. Beståndsutvecklingen är dock oklar.